# Jerzy Albin de Tramecourt
Jerzy Albin de Tramecourt (ur. 1 marca 1889 w Lublinie, zm. listopad 1939 tamże) – major piechoty Wojska Polskiego, urzędnik państwowy, działacz niepodległościowy i społeczny, p.o. wojewody poleskiego, wojewoda lubelski, kawaler Orderu Virtuti Militari.

## Życiorys
Urodził się w rodzinie Władysława i Klementyny z Szamotów. Jako uczeń siedmioklasowej Szkoły Handlowej Zgromadzenia Kupców m. Lublina uczestniczył od 1904 r. w pracach kółek samokształcących, był wiceprzewodniczącym Związku Młodzieży Narodowej w Lublinie. Jako jednemu z organizatorów strajku szkolnego w 1905 r. uniemożliwiono mu kontynuowanie nauki w szkołach lubelskich. Edukację uzupełnił w Warszawie, gdzie w 1910 r. ukończył prywatną Szkołę Przemysłowo-Techniczną (bez matury). Jesienią powołano go do armii carskiej celem odbycia trzyletniej służby wojskowej.
Tuż po wybuchu I wojny światowej został ponownie zmobilizowany i wysłany na front rosyjsko-austriacki. W bitwie pod Kraśnikiem, w sierpniu 1914 r., dostał się do niewoli austriackiej. W 1916 r. zaciągnął się do Legionów, otrzymując przydział do 6 pułku piechoty. Wziął udział w jesiennych bojach nad Stochodem. Następnie wraz z pułkiem udał się do Nałęczowa i Dęblina na odpoczynek Po odmowie złożenia przysięgi na wierność cesarzom Niemiec i Austro-Węgier został internowany w obozie w Szczypiornie, a następnie Łomży. W obozie łomżyńskim pełnił funkcję dowódcy internowanych legionistów z 6 pp. Zwolniony przez Niemców w lipcu 1918 r. powrócił do domu. Wkrótce, na rozkaz przełożonych, wyjechał do Siedlec, obejmując obowiązki komendanta III Okręgu Podlaskiego POW. W okresie od 13 maja do 23 listopada 1918 roku był uczniem klasy „E” Szkoły Podchorążych w Ostrowi Mazowieckiej i przejściowo w Zegrzu.
W niepodległej już Polsce kontynuował karierę wojskową, służąc w 22 pułku piechoty (zwanym powszechnie siedleckim). W okresie wojny polsko-bolszewickiej dowodził kompanią techniczną i przeszedł z nią cały szlak bojowy. Wyróżnił się zwłaszcza w bitwie pod Jełaniem-Strakomiczami (7 kwietnia 1920) oraz w walkach w obronie Warszawy. Po ustaniu działań zbrojnych pułk stacjonował w okolicach Mołodeczna, skąd powrócił do Siedlec dopiero we wrześniu 1922 r.
3 maja 1922 r. został zweryfikowany w stopniu kapitana ze starszeństwem z dniem 1 czerwca 1919 r. i 1427. lokatą w korpusie oficerów zawodowych piechoty. W dalszym ciągu pełnił służbę w 22 pułku piechoty w Siedlcach. 18 lutego 1928 r. awansował na majora ze starszeństwem z dniem 1 stycznia 1928 r. i 145. lokatą w korpusie oficerów piechoty. 21 marca 1928 r. został przeniesiony do Dowództwa Obszaru Warownego „Wilno” w Wilnie na stanowisko oficera sztabu. Z dniem 4 lutego 1929 r. został przeniesiony do dyspozycji szefa Samodzielnego Wydziału Wojskowego Ministra Spraw Wewnętrznych na okres trzech miesięcy. W czerwcu 1929 r. został mianowany starostą powiatu mołodeczańskiego. Z dniem 31 października 1930 r. został przeniesiony w stan spoczynku.
Następnie piastował urząd starosty dziśnieńskiego w Głębokiem (wrzesień 1931 – kwiecień 1932), wileńsko-trockiego (kwiecień 1932 – wrzesień 1935) i radomskiego (od 28 czerwca 1935 roku).
17 lutego 1937 r. premier Felicjan Sławoj Składkowski mianował go wicewojewodą poleskim i powierzył pełnienie obowiązków wojewody na czas niedyspozycji Wacława Kostka-Biernackiego. Funkcję tę pełnił do 10 września 1937 r., gdy rozpoczął urzędowanie jako wojewoda lubelski (z datą nominacji 8 września 1937). Największym jego osiągnięciem okazało się włączenie w skład COP południowej części woj. lubelskiego. W Lublinie pełnił wiele funkcji dodatkowych. Był m.in. przewodniczącym Prezydium Honorowego Wojewódzkiego Obywatelskiego Komitetu Zimowej Pomocy Bezrobotnym, przewodniczącym Rady Wojewódzkiej, przewodniczącym Rady Fundacji Szpitala św. Wincentego à Paulo, prezesem Zarządu Aeroklubu Lubelskiego, przewodniczącym Wojewódzkiej Rady Funduszu Pracy, prezesem Okręgu Lubelskiego LOPP, a także członkiem honorowym Automobilklubu Lubelskiego.
Po wybuchu II wojny światowej pozostał w Lublinie, nadzorując poczynania zarówno instytucji państwowych, jak i społecznych. Przyczynił się do uratowania m.in. obrazów Jana Matejki Bitwa pod Grunwaldem i Kazanie Skargi, ewakuowanych galarami do Kazimierza Dolnego. Funkcję sprawował do 14 września 1939 r. Po zajęciu Lublina przez wojska niemieckie został 20 października 1939 r. aresztowany i rozstrzelany w listopadzie w niewyjaśnionych okolicznościach, prawdopodobnie w pobliżu szpitala Jana Bożego. Data i miejsce pochówku pozostają nieznane.
Od 12 maja 1917 był mężem Heleny Trębickiej.

## Ordery i odznaczenia
- Krzyż Srebrny Orderu Wojskowego Virtuti Militari (28 lutego 1921)[11]
- Krzyż Komandorski Orderu Odrodzenia Polski
- Krzyż Niepodległości (28 grudnia 1933)[12]
- Krzyż Oficerski Orderu Odrodzenia Polski (8 listopada 1930)[13]
- Krzyż Walecznych (dwukrotnie)
- Złoty Krzyż Zasługi (19 marca 1937)[14]